# Melodinus fusiformis
Melodinus fusiformis är en oleanderväxtart som beskrevs av John George Champion och George Bentham. Melodinus fusiformis ingår i släktet Melodinus och familjen oleanderväxter. Inga underarter finns listade i Catalogue of Life.